# Запорожське (Ленінградська область)
Запорожське (рос. Запорожское) — селище у Приозерському районі Ленінградської області Російської Федерації.
Населення становить 2205 осіб. Належить до муніципального утворення Запорожське сільське поселення.

## Історія
До 1917 року поселення було частиною Виборзької губернії Великого князівства Фінляндії. З 1917 по 1940 рік у складі незалежної Фінляндії, а після Зимової війни - частини Радянського Союзу та Ленінградської області. У Продовження війни з 1941 по 1944 рік, завойованій Фінляндією.
Згідно із законом від 1 вересня 2004 року № 50-оз належить до муніципального утворення Запорожське сільське поселення.

## Населення
| 2007 | 2010  |
| ---- | ----- |
| 1926 | ↗2205 |